# Spinulosida
Spinulosida è un ordine di echinodermi.

## Sottordini
- Eugnathina Spencer & Wright, 1966
- Leptognathina Spencer & Wright, 1966